# Stenóza plicnice

vlevo: normální srdce, vpravo: srdce se stenózou plicnice

Stenóza plicnice neboli zúžení plicnice je srdeční vada, která se nejčastěji vyskytuje jako součást vrozených srdečních vad, např. Fallotovy tetralogie. Zúžení plicnice vede k hypertrofii pravé srdeční komory a následně k její dilataci a sekundárnímu vzniku trikuspidální regurgitace a pravostranné srdeční nedostatečnosti.
Vyskytuje se v několika formách v závislosti na její lokalizaci. Stenóza může být pod chlopní, v místě chlopně, nad ní nebo v periferii větví plicnice. Nejčastěji je postižení v místě chlopně. Stenóza působí hypertrofii PK, klinicky může být asymptomatická s nálezem systolického šelestu nad plicnicí, ale může se jednat o kritickou vadu (dušnost, srdeční selhávání novorozence).
Kritická stenóza u novorozence je život ohrožující cyanotická srdeční vada. V pozdějším věku bývají děti bez potíží, někdy mají nižší výkonnost.

## Klinický obraz
Poslechový nález:
- ejekční systolický šelest nad plicnicí[2]
- časný click, systolický šelest s vírem vlevo od sterna, rozštěp druhé ozvy[1]

## Diagnóza
- echokardiografie
- u periferních stenóz je nutná angiografie

Průběh je obvykle benigní, lehčí vada nevyžaduje léčbu.
Závažnější porucha vede k hypertrofii pravé komory (PK), pak k nedomykavosti trikuspidální chlopně, následné městnání v játrech a jiných orgánech.

## Terapie
- balónková dilatace[3]
- u pravostranného selhávání je indikován chirurgický výkon - incise komisur[1]